# Val-au-Perche
Val-au-Perche ist eine nordfranzösische Gemeinde mit 3.324 Einwohnern (Stand: 1. Januar 2022) im Département Orne, im äußersten Süden der Region Normandie. Sie entstand mit Wirkung vom 1. Januar 2016 als Commune nouvelle durch die Fusion von sechs ehemals selbstständigen Gemeinden, die seither über den Status einer Commune déléguée verfügen. Das Verwaltungszentrum der Großgemeinde ist der Ort Le Theil. Die Gemeinde besteht überdies aus etlichen Weilern (hameaux) und Einzelgehöften (fermes).

## Lage
Die meisten der sechs Ortsteile der Gemeinde Val-au-Perche liegen im Einzugsbereich des Flüsschens Huisne und im Regionalen Naturpark Perche ungefähr 35 km (Fahrtstrecke) südlich von Mortagne-au-Perche bzw. ca. 10 bis 20 km südwestlich von Nogent-le-Rotrou in Höhen um die 100 bis 150 m. Das Klima ist in hohem Maße vom Meer beeinflusst und deshalb nahezu frostfrei; Regen (ca. 660 mm/Jahr) fällt verteilt übers ganze Jahr.

## Bevölkerungsverteilung und -fortschreibung
| Ortsteil             | ehemaliger INSEE-Code | Fläche (km²) | Höhenlage (m) (im Durchschnitt) | Einwohnerzahlen (Census) | Einwohnerzahlen (Census) | Einwohnerzahlen (Census) | Einwohnerzahlen (Census) | Einwohnerzahlen (Census) | Einwohnerzahlen (Census) | Einwohnerzahlen (Census) | Einwohnerzahlen (Census) | Einwohnerzahlen (Census) | Einwohnerzahlen (Census) | Einwohnerzahlen (Census) |
| Ortsteil             | ehemaliger INSEE-Code | Fläche (km²) | Höhenlage (m) (im Durchschnitt) | 1851                     | 1901                     | 1954                     | 1962                     | 1968                     | 1975                     | 1982                     | 1990                     | 1999                     | 2006 1                   | 2016 2                   |
| -------------------- | --------------------- | ------------ | ------------------------------- | ------------------------ | ------------------------ | ------------------------ | ------------------------ | ------------------------ | ------------------------ | ------------------------ | ------------------------ | ------------------------ | ------------------------ | ------------------------ |
| Gémages              | 61185                 | 6,47         | 103–211 (125)                   | 484                      | 334                      | 180                      | 182                      | 151                      | 110                      | 89                       | 96                       | 90                       | 111                      | 119                      |
| L’Hermitière         | 61204                 | 8,34         | 105–209 (145)                   | 588                      | 432                      | 243                      | 241                      | 216                      | 178                      | 209                      | 268                      | 276                      | 274                      | 242                      |
| Mâle                 | 61246                 | 21,90        | 90–206 (115)                    | 1285                     | 920                      | 657                      | 553                      | 484                      | 458                      | 611                      | 661                      | 661                      | 762                      | 748                      |
| La Rouge             | 61356                 | 11,74        | 91–187 (105)                    | 650                      | 600                      | 522                      | 510                      | 470                      | 648                      | 759                      | 751                      | 663                      | 640                      | 738                      |
| Saint-Agnan-sur-Erre | 61359                 | 5,28         | 107–208 (115)                   | 526                      | 330                      | 202                      | 204                      | 177                      | 153                      | 156                      | 166                      | 167                      | 167                      | 144                      |
| Le Theil             | 61484                 | 9,53         | 90–190 (100)                    | 763                      | 1012                     | 925                      | 1066                     | 1207                     | 1465                     | 1597                     | 1919                     | 1913                     | 1913                     | 1725                     |
| Val-au-Perche        | 61484                 | 63,26        |                                 | 4296                     | 3628                     | 2729                     | 2756                     | 2705                     | 3012                     | 3421                     | 3861                     | 3770                     | 3867                     | 3716                     |

Der Hauptgrund für die Entstehung von neuen Großgemeinden in den verschiedenen Regionen Frankreichs ist der kontinuierliche und in vielen Fällen immer noch anhaltende Bevölkerungsrückgang in den Landgemeinden seit der Mitte des 19. oder seit Beginn des 20. Jahrhunderts; dieser ist im Wesentlichen auf die Schließung von bäuerlichen Kleinbetrieben sowie auf die Mechanisierung der Landwirtschaft und den damit einhergehenden Verlust von Arbeitsplätzen zurückzuführen.

## Wirtschaft
Die Dörfer der Gemeinde waren seit jeher landwirtschaftlich orientiert, wobei die Weidewirtschaft eine wichtige Rolle spielte. In früheren Zeiten waren der Viehhandel sowie die Herstellung und der Verkauf von Käse und Holzkohle oft die einzigen Einnahmequellen der Menschen. Seit den 1960er Jahren spielt der Tourismus in Form der Vermietung von Ferienhäusern (gîtes) eine immer wichtiger werdende Rolle.

## Geschichte
Das Gebiet lag seit Jahrhunderten weitgehend abseits aller historischen Konflikte und Ereignisse; lediglich aus der Zeit des Hundertjährigen Krieges (1337–1453) sind Übergriffe bekannt.

## Sehenswürdigkeiten
siehe Ortsartikel